# Coral Harbour
Coral Harbour, inuit  ᓴᓪᓕᖅ/ᓴᓪᓖᑦ, eller Salliit och Salliq, är ett samhälle beläget på Southampton Island i Kivalliq i det kanadensiska territoriet Nunavut. Befolkningen uppgick år 2016 till 891 invånare. En flygplats ligger nära samhället.

## Bildgalleri

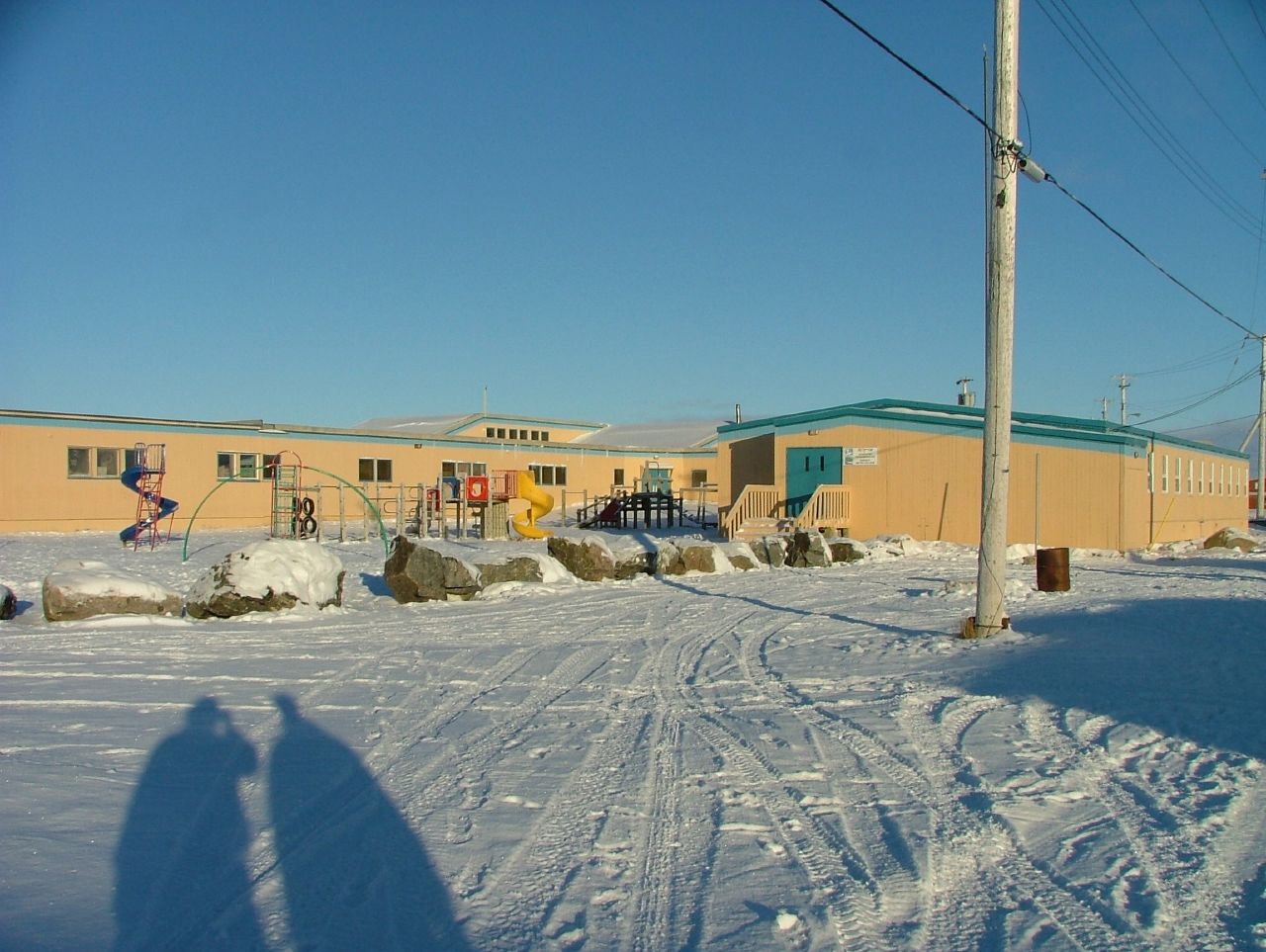
Coral Harbour School
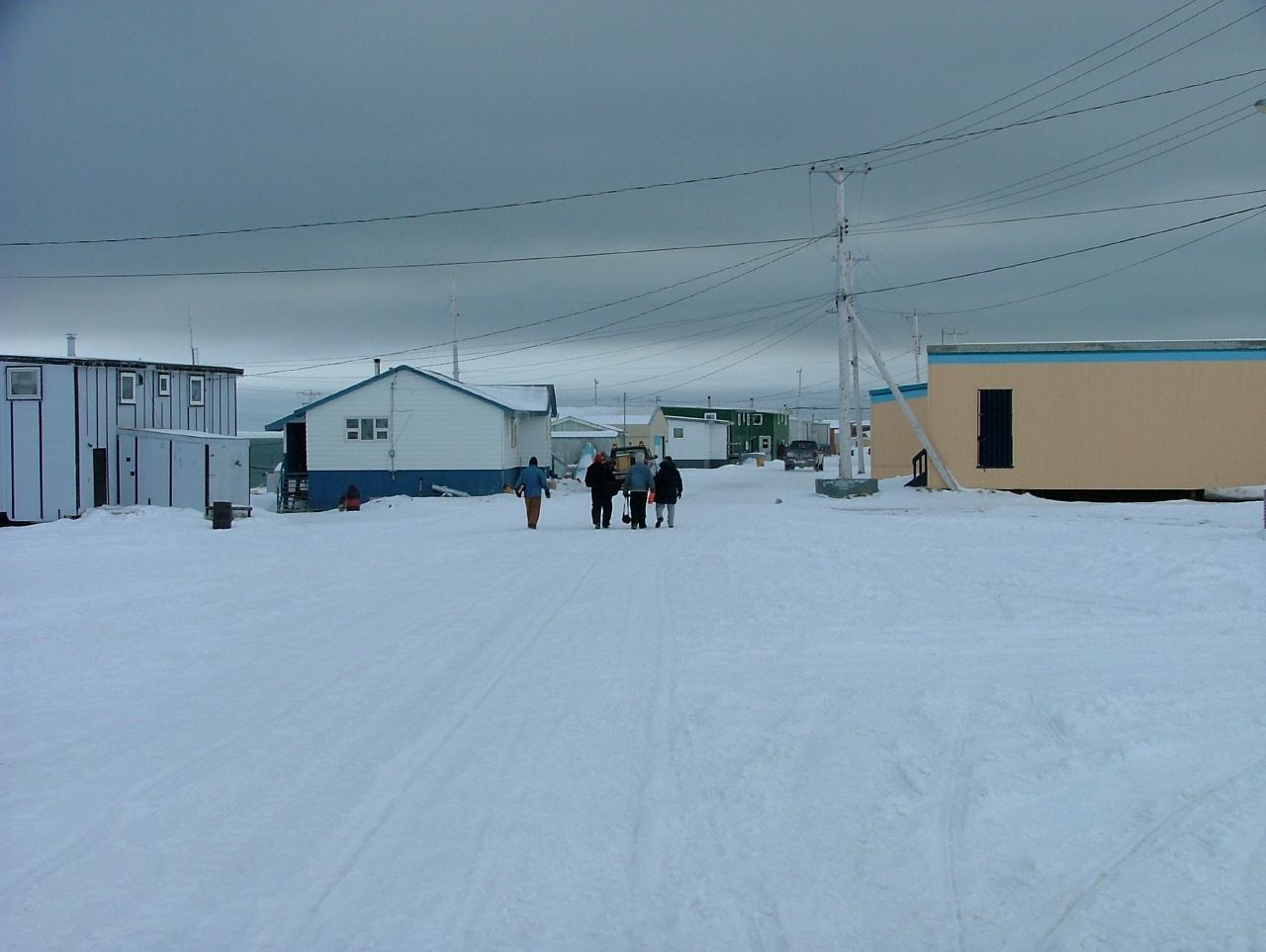
Gatuvy, 2004
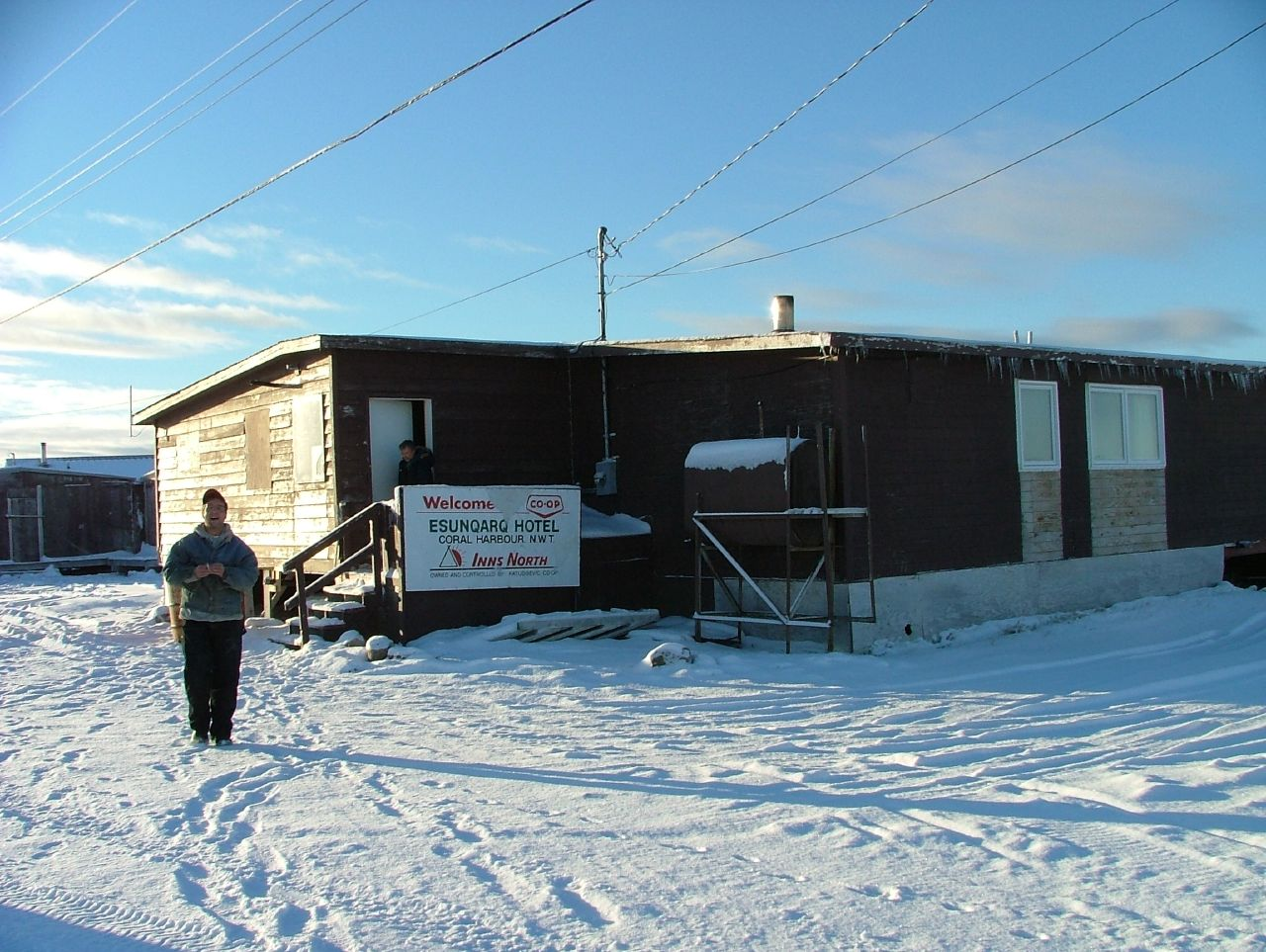
Hotell, 2004